# Tarota

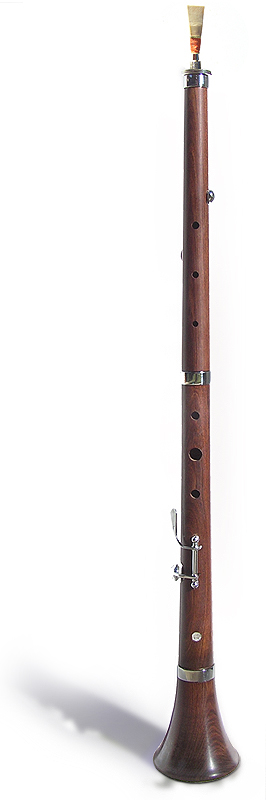
Tarota

La tarota es un instrumento musical de viento de la familia del oboe. Está formado por un tubo cónico de madera, una transición metálica y una lengüeta de doble caña. La longitud del tubo es de unos 60 centímetros.

## Historia
Es de origen medieval y germano y se utilizaba principalmente en la música de corte. Posteriormente se comenzó a emplear en el Reino de Aragón para interpretar música tradicional.

## Instrumentos similares
Para algunos estudiosos es una variante de la chirimía. En Aragón existe un instrumento similar que se llama grallón, también conocido como trompa de Graus o trompa de Ribagorza. La tarota guarda asimismo similitudes con el oboe y el oboe de Occitania.